# Wereldkampioenschappen moderne vijfkamp 1965
De wereldkampioenschappen moderne vijfkamp 1965 werden gehouden in Leipzig in de Duitse Democratische Republiek. Er stonden twee onderdelen op het programma alleen voor mannen. 

## Medailles

### Mannen
| Onderdeel   | Goud | Goud                                   | Zilver | Zilver                                    | Brons                          | Brons                                      |
| ----------- | ---- | -------------------------------------- | ------ | ----------------------------------------- | ------------------------------ | ------------------------------------------ |
| Individueel | HUN  | András Balczó                          | URS    | Igor Novikov                              | HUN                            | Ferenc Török                               |
| team        | HUN  | Ferenc Török István Mona András Balczó | URS    | Albert Mokejev Pavel Lednjev Igor Novikov | Duitse Democratische Republiek | Uwe Adler Manfred Grosse Wolfgang Lüderitz |

### Medaillespiegel
| Plaats | Land                           | Goud | Zilver | Brons | Totaal |
| 1      | Hongarije                      | 2    | 0      | 1     | 3      |
| 2      | Sovjet-Unie                    | 0    | 2      | 0     | 2      |
| 3      | Duitse Democratische Republiek | 0    | 0      | 1     | 1      |
| Totaal | Totaal                         | 2    | 2      | 2     | 6      |